# ヒメハヤ
ヒメハヤ（姫鮠、英: Common minnow、学名:Phoxinus phoxinus ）はコイ目コイ科に属する淡水魚。英名はミノー（Minnow）。

## 分布
グレートブリテン島、スカンジナビア半島、ヨーロッパ全域(イベリア半島を除く)、シベリア、沿海州、中国東北部、朝鮮半島北部(大韓民国領内まで)。ユーラシア大陸一帯に極めて広範囲に分布する。

## 形態
体長は成魚で通常5~6cm。背面は褐色で黒斑が散在する。体側には太い1本の縦帯が走り、その上に1本の細い金色帯が走る。また、体側には不規則な横帯が現れる。腹面は銀白色。繁殖期のオスは頭部に追星が発達し、体側から腹面にかけて濃緑色に染まり、腹部下縁は赤色に縁取られる。

## 生態
溶存酸素量の多く、水温の低い清浄な流水域を好む。
食性は幅広く、落下昆虫、水生昆虫、ミミズ、甲殻類、植物の破片、藻類、種子など何でも食べる。